# Bannay, Moselle
Bannay là một xã trong vùng Grand Est, thuộc tỉnh Moselle, quận Boulay-Moselle, tổng Boulay-Moselle. Tọa độ địa lý của xã là 49° 07' vĩ độ bắc, 06° 28' kinh độ đông. Bannay nằm trên độ cao trung bình là 220 mét trên mực nước biển, có điểm thấp nhất là 212 mét và điểm cao nhất là 327 mét. Xã có diện tích 4,11 km², dân số vào thời điểm 1999 là 71 người; mật độ dân số là 17 người/km². Xã thuộc Pháp từ năm 1769.

## Thông tin nhân khẩu
| 1962 | 1968 | 1975 | 1982 | 1990 | 1999 |
| ---- | ---- | ---- | ---- | ---- | ---- |
| 59   | 69   | 61   | 72   | 78   | 71   |